# Tendai
Tendai (天台 Ten-dai?) este o sectă budistă ezoterică a budismului Mahayana și una dintre cele mai importante și influente secte budiste din Japonia.

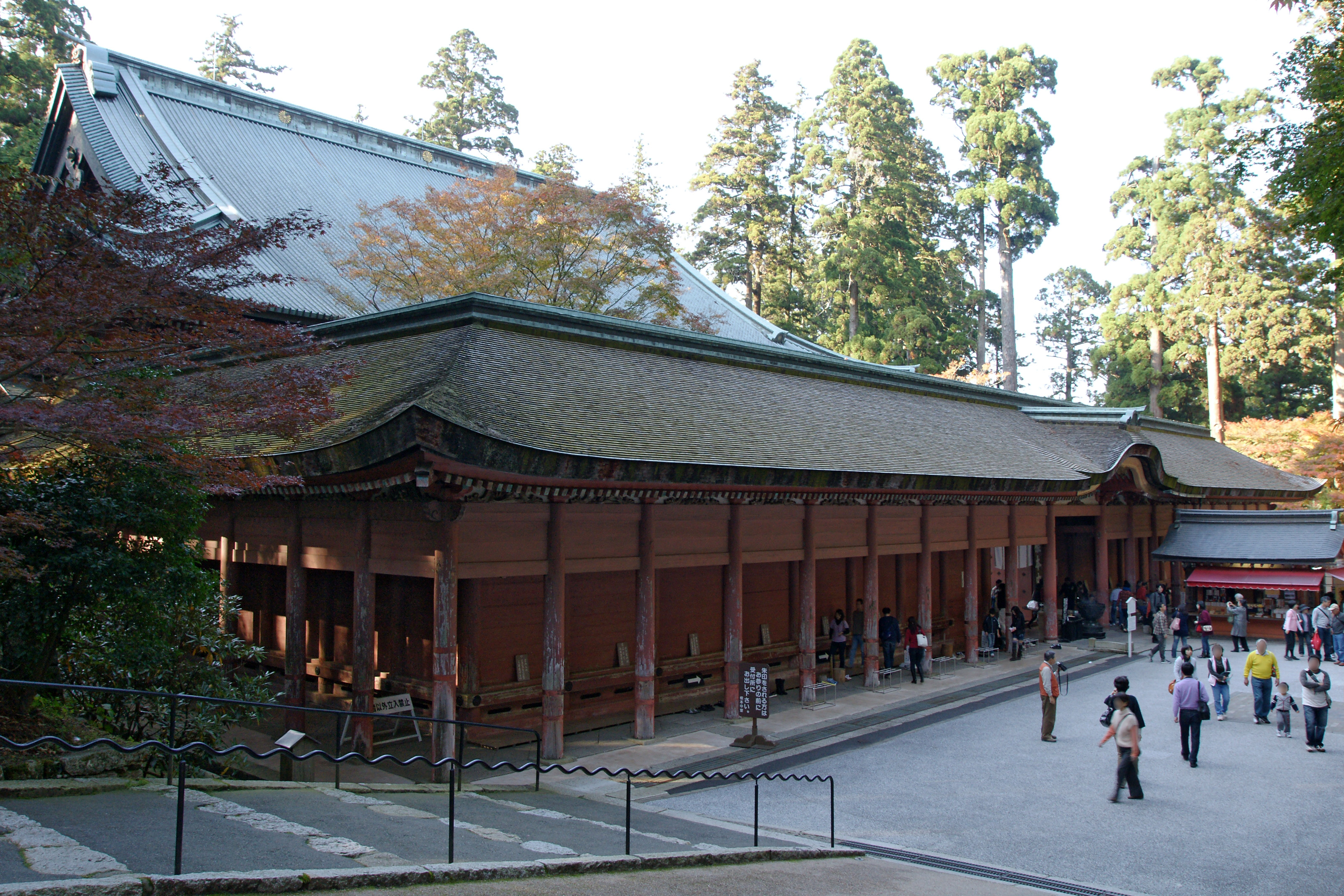
Templul Enryaku-ji, sediul sectei Tendai.

La baza doctrinei Tendai stau două sūtre: sūtra Lotusului și sūtra Nirvanei; aceasta nu înseamnă însă că și-a păstrat o puritate ideologică. La fel ca și secta Shingon, secta Tendai se bazează mai ales pe ritualurile magice și combină mai multe idei ale hinayanismului, mahayanismului și tantrismului.

## Istorie
Tendai își are originea din secta chineză Tiantai, apărută în timpul dinastiei Sui. Conform tradiției, în anul 575, călugărul chinez Zhiyi (538-597) a fondat o celebră mănăstire budistă pe Muntele Tien-tai, de unde și numele sectei. Acolo a apărut o școală budistă ce combina ideile budiste cu cele taoiste și ce susținea faptul că iluminarea se poate atinge doar prin calea meditației, muncii și înțelepciunii. 
Primele idei ale acestei școli au fost aduse în Japonia în anul 754 odată cu introducerea sectei Ritsu de către călugărul chinez Ganjin.
În anul 804, călugărul japonez Saichō (767-822) merge în China, unde devine discipolul lui Tao Suei, adept al școlii Tiantai. Un an mai târziu se întoarce în Japonia unde înființează secta Tendai. 
Pe muntele Hiei, la nord-est de orașul Kyoto, Saichō înființează templul Enryaku-ji, de unde, secta Tendai își extinde rapid activitatea și rivalizează cu sectele din Nara și de pe muntele Koya. 
După moartea lui Saichō în anul 822, secta Tendai obține autonomia hirotonisirii propriilor preoți și călugări. Până atunci hirotonisirea putea fi făcută doar la Nara de către reprezentanții sectei Ritsu.
Din cauza disputelor dintre călugării Ennin și Enchin, secta Tendai s-a împărțit în două sub-secte: Tendai Sammon cu sediul la Enryaku-ji și Tendai Jimon cu sediul la Onjō-ji.
Tendai, fiind o sectă influentă, controla și o armată de călugări războinici (sōhei). Așa se face că între anii 1039-1113, a avut loc un puternic conflict între călugării de la templul Enryaku-ji și călugării de la templul Tōdai-ji din Nara.
Cu timpul, din Tendai s-au desprins mai multe filiale concurente sau secte noi ce i-au diminuat puterea. Printre acestea menționăm sectele Jōdo și Nichiren, înființate de foști călugări Tendai.
Cu toate acestea, Tendai rămâne una dintre cele mai importante și cunoscute secte budiste din Japonia. 